# Växelundervisning

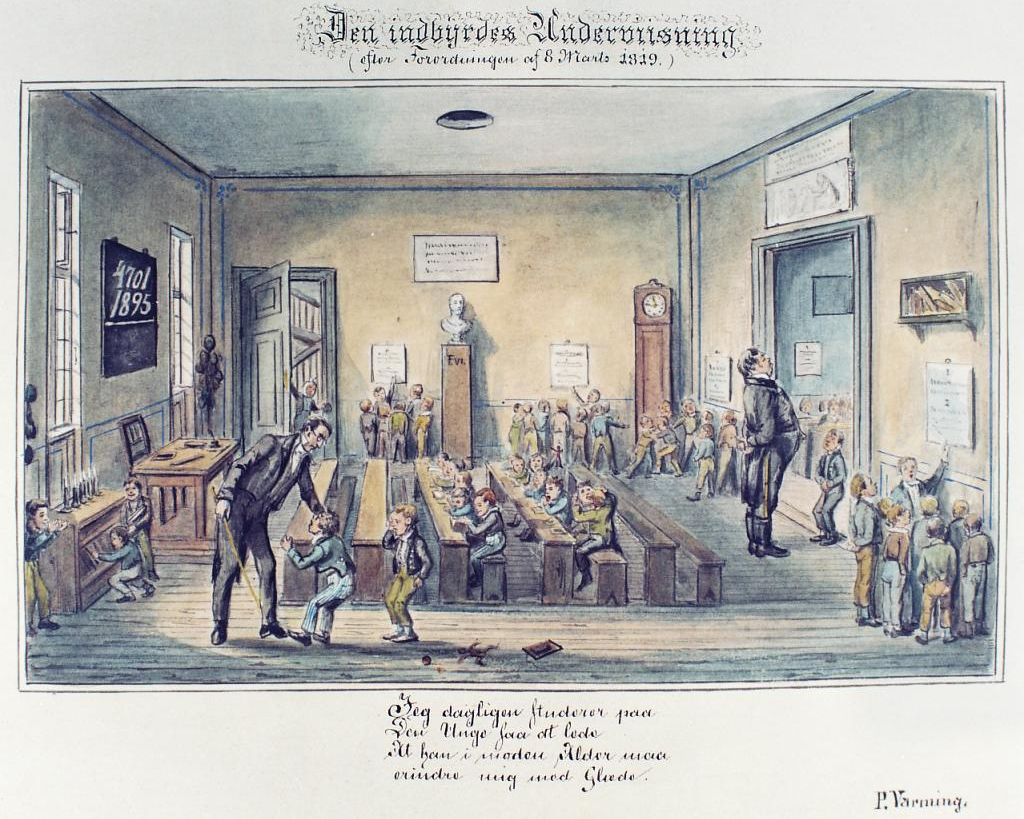
Dansk akvarell som karikerar växelundervisningen med monitör utförd av P.C. Klæstrup.

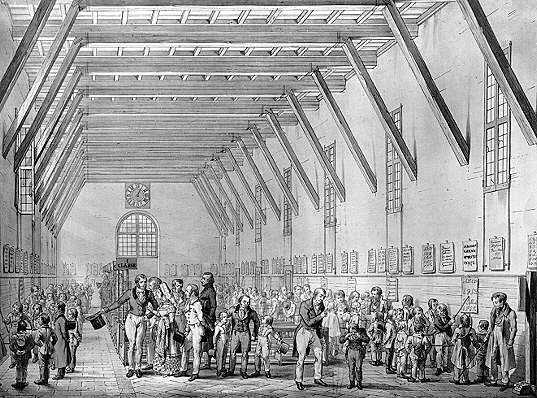
Demonstration av växelundrvisning i Italien på 1860-talet, av Giovanni Migliara

Växelundervisning (engelska mutual instruction, franska enseignement mutuel, tyska gegenseitiger Unterricht, wechselseitige Schuleinrichtung, Helfersystem), är ett sätt att ordna skolundervisningen. De i olika ämnen skickligaste eleverna undervisar de övriga, som för ändamålet indelas i mindre grupper. 
De elever, som såsom extralärare deltar i undervisningen, kallas monitörer. Systemet kallas därför även monitörsystemet, men även Bell-Lancastermetoden efter sina engelska upphovsmän Joseph Lancaster och Andrew Bell. Dessa utformade var för sig parallellt denna pedagogik, i London respektive i Madras i Indien.
Den första skolan med undervisningen upplagd efter växelundervisningsskolan grundades av Joseph Lancaster i 1798 i Southwark i London. 

## Bell-Lancasterskolor i Sverige
I Göteborg började metoden med växelundervisning att tillämpas i början av 1800-talet i skolor i centrum och på Hisingen. Majornas växelundervisningskola vid Stigbergstorget, som grundades 1821, använde Bell-Lancastermetoden fram till 1864, då domkapitlens cirkulär föreskrev att andra metoder om möjligt skulle börja användas. Metodens popularitet hade då börjat dala, men i många skolor fortsatte den att användas fram till slutet av 1800-talet.
I Jönköping uppfördes 1824 en skolbyggnad i trä på Kanalgatan 20 för Jönköpings äldsta folkskola. Den var en lancasterskola med växelundervisningsskola till 1846 och därefter en vanlig folkskola till 1870.
En lancasterskola för fattiga barn grundades i Lund år 1827 av Carl Abraham Bergman. Skolan låg först vid Bredgatan och senare vid Klostergatan.
Den finländske industrimannen John Jakob Julin inrättade 1820 i Åbo på egen bekostnad den första lancasterskolan i Finland.
År 1828 - 1855 upplät Höganäsbolaget fastigheten Höganäs Valkyrian 1 i korsningen Ruuthsesplanaden/Polhemsgatan som Lancasterskola. Vem som drev skolan framgår ej.